# 新々田 (香取市)
新々田（しんしんでん）は、千葉県香取市の大字。郵便番号289-0336。

## 地理
北は小見川、東は入会地、南は北原地新田、西は南原地新田に隣接している。

## 世帯数と人口
2017年（平成29年）4月1日現在の世帯数と人口は以下の通りである。
| 大字   | 世帯数 | 人口  |
| ------ | ------ | ----- |
| 新々田 | 54世帯 | 147人 |

## 小・中学校の学区
市立小・中学校に通う場合、学区は以下の通りとなる。
| 番地 | 小学校                   | 中学校               |
| ---- | ------------------------ | -------------------- |
| 全域 | 香取市立小見川中央小学校 | 香取市立小見川中学校 |

## 施設
- 新々田青年館
- 稲荷神社